# دفتر عقل و آیت عشق
کتاب دفتر عقل و آیت عشق رساله‌ای جامع است که دربارهٔ بحث تقابل عقل و عشق در تاریخ فلسفه جهان و اسلام. این کتاب نوشته فیلسوف معاصر غلامحسین ابراهیمی دینانی است که در سه مجلد و توسط انتشارات طرح نو منتشر شده‌است و جایزه کتاب سال ۱۳۸۴ نیز به این کتاب تعلق گرفته‌است.

## موضوع کتاب
دربارهٔ ماهیت عقل و عشق و تفاوت و تقابل میان این دو امر بنیادی و اصیل است و جوابی مفصل است بر جنگ تاریخی عرفاء و فلاسفه. سوء تفاهمی که از اندیشه بعضی فلاسفه و عرفاء به عامه مردم هم رسوخ کرده. دینانی در این کتاب به جایگاه عقل در حکمت و فلسفه پرداخته و از عقل دربرابر عقاید اشاعره دفاع کرده و به نقد اندیشه‌های فلاسفه و عرفای شرق و غرب در این مورد می‌پردازد و در نهایت آرای خود را ارائه می نماید و عشق را فرایند درک ژرف عقلی و خواست بر اثر شناخت عمیق می‌داند و تعارضی بین این دو ندانسته و هیچ‌کدام آن یکی را نفی نکرده، بلکه عشق حقیقی را از مسیر عقل میسر می‌داند.

## نقدها
کارشناسان و اساتید فلسفه نقدها و شرح‌هایی بر این کتاب نوشته‌اند. عده‌ای از پنجره فلسفه به این کتاب نگاهی انداخته‌اند، عده‌ای از منظر عرفان و عده‌ای حتی از منظر ادبی، اما نوشتار دینانی در لایه‌ای از عرفان و ادبیات، گویشی کاملاً فلسفی دارد.
محمدجواد اسماعیلی، به اهمیت این اثر در «پیوند میان شعر و حکمت» در ادبیات فارسی اشاره کرده و آوردن نام شاعران در کنار فیلسوفان و عارفان در این سه‌گانه را پدیده‌ای کمیاب دانسته‌است. به گزارش وی، دینانی در این کتاب برخی مفاهیم نظیر «نور»، «سیمرغ» و «مرغ سخنگو» را که ریشه در آثار فلسفی، عرفانی و ادبی ایران دارند به کار بسته و «به اهمیت گنجینه حکمت و معنویت در ایران باستان اشاره کرده و بعضی شواهد آن را در آثار اندیشمندان ایرانی خاطر نشان کرده‌است.» وی در مواردی به اهمیت زبان فارسی در امر گسترش معارف و حکمت ایرانی و اسلامی اشاره کرده‌است..
مرتضی هاشم پور نیز به هم به موضوعات مطرح شده در فصل‌های مختلف کتاب پرداخته و چنین نگاشته‌است:
«پس از مقدمه مفصل و پرمحتوا، نخستین فصل اختصاص به تبیین «قلمرو فلسفه» دارد. در ابتدای این فصل فلسفه و عرفان به عنوان دو طریقه معرفت معرفی می‌شوند که در مسیر تاریخ و دگرگونی اندیشه‌ها نقش مهمی ایفاء کرده‌اند. مولف در ادامه به بررسی ویژگی‌های انسان می‌پردازد بطوری‌که جستجوی معنی را منحصر به انسان می‌داند و اینکه انسان با تکیه بر قدرت اندیشه و عقل خود می‌تواند از قید زمان و مکان رها شود و به خلوت خود راه یابد نیز انسان برخلاف حیوان نه تنها زندگی می‌کند بلکه به این زندگی آگاهی دارد...»
به گزارش هاشم‌پور، دینانی در پایان فصل اول به موضوع جایگاه فلسفه در جهان مدرن پرداخته و ریشه دانش جدید بشر را در فلسفه دانسته‌است. «فلسفه اساس و زیر بنای علوم است، نیازمندی علوم به نوعی فلسفه همواره به قوت خود باقی می‌ماند.».
عبدالله صلواتی، نیز متذکر شده‌است که دینانی بر خلاف اعتقاد بسیاری که «عقل را زبان فلسفه و عشق را زبان عرفان» می‌دانند، عشق و عقل را یکی معرفی می‌کند و عشق را «مرتبه عالیه عقل» می‌داند. به اعتقاد وی در آثار عرفاً و اهل تصوف اندیشه‌های عمیق حکمی و فلسفی وجود دارد که تاکنون به قدر کفایت مورد بررسی قرار نگرفته‌اند. صلواتی از قول دینانی نقل می‌کند که «زمانی که عقل مست می‌گردد، عشق نام می‌گیرد.».

## فهرست کتاب
- «جلد اول»
- قلمرو فلسفه
- حریم عرفان
- تقسیم بندی در عالم عرفان
- برخی از عرفاً تفکر را به عنوان یک مقام مطرح ساخته اند
- تصوف از طریق تأمل و تفکر
- ابن سینا و عرفان
- نشانه‌های عرفان در آثار ابوالحسن عامری و ابوحیان توحیدی
- راه پرپیچ و خم و آخرین پناهگاه
- حکیم عمر خیام و مسئله واحد و کثیر
- ناصرخسرو قبادیانی و ابویعقوب سجستانی در جریان جستن حقیقت
- سخن گفتن عقل با نفس در نظر ابویعقوب سجستانی
- شعر و شعور در آثار ناصرخسرو
- عقل و ابداع
- آنچه هرگز معلوم واقع نمی‌شود، موجود نیست

-  «جلد دوم»
- فردوسی افسانه می سراید یا بر اساس خرد سخن می گوید
- جایگاه سخن در نظر فردوسی
- گنجینه گرانبهای معارف در سخن منظوم فارسی و نقش اساسی ابوسعید ابوالخیر در این باب
- ابوسعید ابوالخیر و علاقه خاص او به بسطامی و منصور حلاج
- فتوای قتل حلاج نمونه برجسته و آشکاری از شکاف و اختلاف میان اهل ظاهر و اهل باطن است
- سه چهره برجسته در میان صوفیان نخستین سده‌های جهان اسلامی
- منازل السائرین عارفان و حکمت متعالیه فیلسوفان در افق تاریخ که نمی توان آن را تاریخ افقی نامید
- همبستگی شعر و حکمت در گلزار ادبی فارسی و سهم سنایی در این باب
- عشق از دیدگاه ابوالفتح مجدالدینن احمد غزالی طوسی
- وحدت حقیقت عشق و تقابل در میان صفات عاشق و معشوق
- پژواک سخنان خواجه احمد غزالی در آثار عین القضاه همدانی
- آیا کتاب زبده الحقایق عین القضاه یک اثر عرفانی است یا باید آن را در زمره کتب کلامی- فلسفی به‌شمار آورد؟
- خدا و مکان، وجود و زمان در نظر عین القضاه

- «جلد سوم»
- آیا محبت میوه درخت معرفت است یا برعکس، معرفت از محبت ناشی می‌شود؟
- تفاوت میان علم و معرفت در نظر باباطاهر عریان
- دردمندی و حیرت اساس تفکر و مایه اندیشه‌های شیخ عطار به‌شمار می‌آید
- عطار از کیفیت سلوک و سالک فکر سخن می گوید
- ذکر و فکر در تاریخ و تراجم و تذکره نویسی
- خدا انسان را هم سخن خود آفرید
- آیا در مکاشفات عرفانی پرسش محو می‌شود یا ژرف تر و در مرحله‌ای بالاتر مطرح می گردد؟
- معنی موقف و جایگاه درنگ و تأمل در وادی سلوک
- ورود به تصوف از طریق فلسفه
- تصوف و منطق در آثار ابن سبعین
- ردپای عقل در آثار شطاح بزرگ
- در شعاع نور عرفان، اندیشه اشاعره افول می‌کند
- راه انسان به سوی خدا و راه خدا به سوی انسان
- کلمه نطق در دو معنی از غیر پذیرفتن و آن را به گوش دیگری رساندن[۴].